# Thomas Stephens
Pour les articles homonymes, voir Stephens.
Compléments
Stephens est l'auteur du poème lyrique Christa Puran, en konkani
Thomas Stephens (connu également comme Tomás Estêvão ou Padre Esteban),  né vers 1549 à Bushton, dans le Wiltshire (Angleterre) et décédé en 1619 à Salcete (Goa), en Inde, était un prêtre et missionnaire jésuite anglais. Linguiste et bon connaisseur de la langue konkani il composa dans le style des puranas hindous une épopée racontant de manière lyrique toute l’histoire biblique, culminant en la vie de Jésus-Christ: le ‘Christa Purana’.  

## Biographie

### Formation et premières années
Fils d’un prospère marchand londonien Thomas étudie à Oxford où il se convertit au catholicisme. Souhaitant devenir jésuite il se rend à Rome. Il y est admis dans la Compagnie de Jésus et commence son noviciat le 20 octobre 1575. Il poursuit ensuite des études de philosophie et théologie au Collegio romano. 
Volontaire pour les missions il part pour Lisbonne et, de là, s’embarque le 4 avril 1579 pour Goa où il arrive le 24 octobre. il y complète en quelques mois sa formation théologique et est ordonné prêtre à Goa l’année suivante (1580). Thomas Stephens est probablement le premier anglais à mettre le pied en Inde...

### En poste à Salcete
Son premier poste est dans le district de Salcete dont l'évangélisation est confiée aux Jésuites depuis 1563. Ne se contentant pas du portugais il étudie le konkani et marathi où il se révèle bientôt excellent. En 1583, il enterre Rodolphe Acquaviva et les ‘martyrs de Cuncolim’ et doit gérer la délicate situation créée après leur mort violente. De 1590 à 1596 il est supérieur de la mission de Salcete. Il visite Mormugão et d'autres villages des alentours de Goa. À part une année passée à Bassein (‘Vasai’, au nord de Bombay), il demeure sur l'île de Salcete jusqu'à sa mort, étant tour à tour curé de l’une ou l’autre de ses paroisses: Margão, Benaulim, Rachol, Mormugão, ou ailleurs. L’île est alors entièrement convertie au christianisme. Par ses 40 ans d'apostolat missionnaire et sacerdotal sur l'île Stephens y est identifié: il est considéré comme l'apôtre de Salcete'.
Comme missionnaire et pasteur il est très actif. Son caractère optimiste et son attention aux aspects culturels de l’évangélisation (soutenue par une bonne connaissance des langues locales) lui obtiennent de nombreuses conversions. Une lettre envoyée en 1899 à son père, dans laquelle il décrit l’Inde portugaise et ses langues, le fait connaître dans son pays, car elle est publiée par Richard Hakluyt dans son célèbre  livre ‘The Principal Navigations...’. Stephens a peut-être ainsi inspiré la fondation de la 'Compagnie anglaise des Indes orientales'. Il vient en aide également aux voyageurs anglais et étrangers - entre autres Ralph Fitch et Pyrard de Laval - lorsque ceux-ci rencontrent des difficultés avec les autorités portugaises.

### Écrits en Konkani

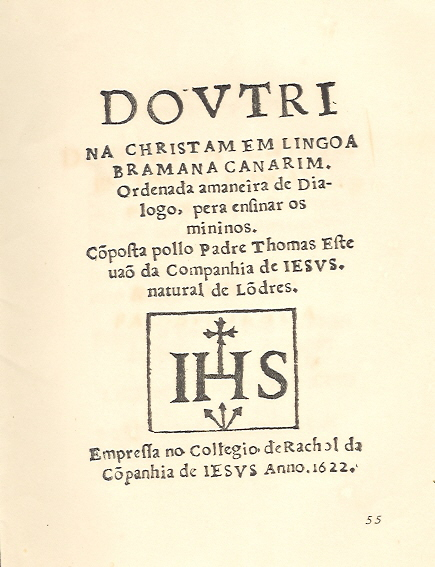
Page de titre du catéchisme en konkani (1622)

À la demande du IIIe synode de Goa il prépare un catéchisme sous forme de dialogue, y suivant les directives du concile de Trente, le ‘Doutrina Christam em Lingoa Bramana Canarim’ qui est très populaire. Circulant comme manuscrit d’abord il est publié après la mort de l’auteur, en 1622, première publication sortant des nouvelles presses du séminaire de Rachol. Une dernière édition voit le jour en 1945.
Ensuite, dans le but d’aider les autres missionnaires Stephens compose une grammaire konkani, la Arte da lingoa canarim, première grammaire de langue asiatique écrite par un européen. Elle est imprimée en 1640 au même séminaire de Rachol (Goa).

### Le Christa Puran’
Sa plus grande réalisation, reste le ‘Purana chrétien’, un poème épique et lyrique imprimé pour la première fois en 1616, qui fut immédiatement acclamé comme un joyau de la littérature locale. Il se lisait ou était psalmodié dans les églises après la messe, les dimanches et jours de fête. 
Stephens explique que l’idée de cette composition lui est venue de brahmanes récemment convertis qui se plaignaient de n’avoir en main qu’un piètre catéchisme pour remplacer les merveilleux puranas hindous qu’il leur était interdit de posséder chez eux après leur conversion. Stephens accepte le défi et leur dit : « je vous donnerai un Purâna qui sera plus beau que ceux que vous avez dû abandonner ».
Composé en marathi et konkani et terminé en 1614 Stephens souhaite le faire imprimé en caractères devanagaris. En 1608 il avait demandé au supérieur général des jésuites les fonds nécessaires pour créer des caractères d’imprimerie devanâgari. Comme ce fut impossible il transcrit son ‘Christa Puran’ en caractère romains et le publie en 1616. Il sera republié en 1649 et 1654.

## Reconnaissance publique
- Le centre d'études de la langue et culture konkanni, à Porvorim (Goa), fut nommé: 'Thomas Stephens Konkann Kendr', en reconnaissance de son éminente contribution dans ce domaine.

## Œuvres
- Discurso sobre a vinda de Jesu Christo Nosso Saluador ao Mundo (Christa Puran), Rachol (Goa), 1616.
- Doutrina Christam em Lingoa Bramana Canarim, Rachol (Goa), 1622; Édition en fac-similé de M. Saldanha, Doutrina Cristã em lingua Concani, Lisbonne, 1945.
- Arte da Lingoa Canarim, Rachol (Goa), 1640.
- Grammatica da Lingua Concani, Nueva Goa, 1859.